# Подрайон
Подрайонът е част от по-голям район в дадена географска местност. Обикновено няколко подрайона съставляват един район. Даден подрайон може да има своя специфична географска обособеност или друга характеристика, която да го различава от друг подрайон. Районът на залива на Сан Франциско например е съставен от 5 подрайона.